# Stórafjall (kulle)
Stórafjall är en kulle i republiken Island. Den ligger i regionen Norðurland eystra, 400 km nordost om huvudstaden Reykjavík. Toppen på Stórafjall är 383 meter över havet.
Närmaste större samhälle är Þórshöfn, omkring 16 kilometer väster om Stórafjall.